# ブラック・レイン
『ブラック・レイン』（Black Rain）は、1989年のアメリカ合衆国のアクション映画。監督はリドリー・スコット、出演はマイケル・ダグラスとアンディ・ガルシアなど。大阪と神戸(元町(一部))の街を舞台に日米の刑事たちが協力してヤクザと戦う物語を描いた。豪華な日本人キャストでも話題になった。劇場映画作品としては松田優作の遺作である。

## ストーリー
離婚後、子供の養育費の捻出に苦労するニューヨーク市警察本部捜査課の刑事ニック・コンクリンは、麻薬密売事件の売上金を横領した嫌疑をかけられ、監察官たちから査問を受ける身であった。そんなある昼下がり、同僚のチャーリー・ビンセントとレストランを訪れたニックは、日本のヤクザの抗争に巻き込まれる。ニック達は、2人のヤクザを刺殺して小箱を奪った男・佐藤浩史を逮捕するが、小箱は佐藤の手下が持ち去っていた。更に佐藤の日本送還が決定し、ニック達は大阪への護送の任に就くことになる。
伊丹空港到着直後、ニックとチャーリーは大阪府警察を装った佐藤の手下たちに騙され、まんまと佐藤を引き渡してしまう。このままでは帰れないと強引に大阪府警の捜査に加わろうとする2人だったが、刑事部長の大橋警視はそれを許さず、2人から銃を押収した上で刑事部捜査共助課の松本正博警部補を監視役につける。その夜、佐藤の親分・菅井国雄が経営する「クラブ・みやこ」でニセ警官の一人が殺害される事件が起こり、松本らと現場に赴いたニックはそこで働く外人ホステスのジョイスと知り合う。その後ホテルに向かうニックとチャーリーは、謎の暴走族集団に挑発される。
翌日、ニックとチャーリーは松本の静止を無視し、佐藤のアジトに突入する機動隊に同行するが、佐藤本人は逃亡した後だった。松本は大橋に監督不行き届きを叱責され、更にニックが証拠品のドル紙幣をくすねる瞬間を目撃し、憤る。ニックは紙幣が偽札であることを見抜き、一連の騒動は偽ドル紙幣の製造を巡る菅井と佐藤の抗争が背景にあることを大橋と松本に報告するが、松本の怒りは収まらない。チャーリーはクラブ・みやこに2人を誘い、松本を宥めるが、ニックは佐藤への執着から一人席を外し、ジョイスから情報収集を試みる。帰り道、チャーリーはパスポートが入ったコートを暴走族に奪われ、ニックを置き去りにして追跡するが、それは復讐を企む佐藤の罠だった。佐藤は手下の暴走族と共に、追い付いたニックの目の前でチャーリーを惨殺する。
それぞれ相棒と友人を失ったニックと松本は、佐藤逮捕に向けて思いを一つにする。再び佐藤のアジトを捜索したニックは、クラブ・みやこのホステスの一人が怪しいと睨み、松本と共に彼女を尾行する。張り込みの最中、松本はニューヨーク市警から報告されたニックの横領容疑の真偽を問い、ニックは横領が事実であることを白状する。松本は静かにその過ちを正すのだった。
翌日、ホステスは銀行の貸金庫から荷物を取り出し、佐藤の手下の暴走族に渡す。暴走族を追ったニックは、菅井に関係する製鉄所にたどり着き、菅井と佐藤の交渉現場を目撃する。ニックは帰路に就く佐藤を襲い、後一歩まで追い詰めるが、松本の応援要請で駆け付けた大阪府警に行く手を塞がれ、取り逃がしてしまう。度重なる越権行為に憤慨した大橋はニックの送還を言い渡し、松本も停職処分となる。ニックは出発直前の飛行機から脱走して松本の自宅を訪ね、助力を請うが、松本は「組織人として、これ以上は協力できない」と断る。
ジョイスから菅井の居場所を聞き出したニックは菅井と対面し、佐藤がアメリカで強奪した偽札原版の奪還＝佐藤の暗殺を持ち掛けるが、菅井はB-29による空襲の後に降った「黒い雨」の体験と、その後のアメリカの占領下の日本で佐藤のような者が大勢生まれたことを語った後、佐藤との手打ちが決まったことを告げて追い返そうとする。しかしニックはしつこく食い下がり、菅井を根負けさせる。手打ち式が行われる農場に連れられてきたニックは周囲の林に身を隠して機をうかがうが、そこには農民に扮した佐藤の手下も潜んでいた。後を追ってきた松本に窮地を救われたニックは、佐藤もまた菅井を殺そうとしていることを悟る。そして、菅井が保管していたもう片方の原版が持ち出された時、佐藤は菅井を襲い、それを合図に三つ巴の銃撃戦が展開される。バイクチェイスと格闘戦の末に佐藤を追い詰めたニックは、松本と共に、佐藤を大阪府警に連行する。
2枚の原版は行方不明になってしまったが、ニックと松本は大阪府警の表彰を受ける。ジョイスとの別れを済ませ、松本と空港に赴いたニックは「原版と裏社会へのコネがあれば、一生金には困らない」と意味深に呟く。
ニックは松本にプレゼントを渡して歩き出すが、その包みの中には2枚の原板が入っていた。驚く松本にニックはサムズアップを掲げ、搭乗口へ姿を消すのだった。

## スタッフ
- 監督：リドリー・スコット
- 撮影監督：ヤン・デ・ボン
- 音楽：ハンス・ジマー(作曲)、シャーリー・ウォーカー(編曲)
- 日本側ラインプロデューサー：水野洋介
- 日本側キャスティング：室岡信明
- 協力：日産自動車、スズキ、松下電器産業、ペプシコ・ジャパン
- 日本側制作協力：フィルムリンク・インターナショナル、電通

## キャスト
ニック・コンクリン
演 - マイケル・ダグラス
NYPD殺人課の刑事。二人の子供がいるが離婚後、養育費等の支払いに苦労しており、無茶なバイクレースの賭け事をするなど荒んだ生活を送る。麻薬売り上げ金の横領疑惑がもたれている。空港で殺人犯を取り逃がしたとして悪評が高まり、日本にとどまり汚名返上を果たそうとするが、相棒のチャーリーを目前で佐藤に殺害された事で松本と本格的に捜査を進める。日本の常識が理解できない部分があり、度々融通の利かない日本の警察と衝突する。組織の一員として殻を破れなかった松本を奮起させ、最終的に佐藤を追い詰め逮捕する。
チャーリー・ビンセント
演 - アンディ・ガルシア
ニックの同僚。ニックとの仲は良好で、ニックよりもフレンドリーな性格。当初は硬く打ち解けにくかった松本とカラオケをたしなみ徐々に打ち解ける切っ掛けをつくる。中盤で佐藤の罠にはまりニックの目前で首を切られ殺される。
松本正博
演 - 高倉健
大阪府警の警部補。剣道をたしなんでいる。性格は固いが筋は通し、ニックとチャーリーのお目付け役を命じられた事から二人と行動を共にする。堅物が多い日本の警察の中ではわりと話が分かり、徐々に好感を持たれていく。ニックからは「マサ」と呼ばれ、一人息子がいる。当初は警察組織の一員としての自分を貫き、ルールを遵守していたがニックと行動を共にするうちに影響を受け、徐々に組織の一員に徹していた自らの殻を破っていく。チャーリーの殉職後、遺品の銃をニックが手に佐藤を追う事を許し、結果停職処分を受けるも最終的には自身の判断でニックに協力し佐藤逮捕を成し遂げる。
ジョイス
演 - ケイト・キャプショー
「クラブ・ミヤコ」のホステス。ニックのことを犯人を取り逃がした刑事となじった。今の地域に来てから7年経つ。事件解決後はニックをヒーローと認める。
佐藤浩史
演 - 松田優作
菅井の元子分で、凶暴で計算高いヤクザ。チンピラから成り上がりハワイで建築業と波止場を仕切るほか、鉄鋼、酒、賭博で稼ぐ。かなりの数の構成員からなる自身の対立組織を作り上げ、菅井に対立する。
大橋
演 - 神山繁
大阪府警察本部刑事部長。規則を遵守する警察組織の一員として、型破りなニックらを当初から厄介者扱いするが、最終的には松本と共に佐藤の逮捕を成し遂げたニックに敬意を払う。
オリヴァー
演 - ジョン・スペンサー
ニックの上司。
片山
演 - ガッツ石松
佐藤の子分。空港に現れた偽警官の一人で、後の警察によるガサ入れの際に、尋問しても英語が分からないととぼけていた為、顔を覚えていたニックから頭突きを食らう。
梨田
演 - 内田裕也
佐藤の子分。空港に現れた偽警官のリーダー格。英語を巧みに駆使し､｢コンニチワ｣と日本語で挨拶してきたチャーリーにも穏やかに対応し､まんまと佐藤をニックたちから奪還する。
菅井国雄
演 - 若山富三郎
関西ヤクザの首領。佐藤逮捕の協力を申し出たニックを佐藤との会談場所に連れていきショットガンを与える。その際、戦時中に幼少期の自身が経験した体験談を語り始める。B-29の空襲の後、降り注いだ黒い雨（ブラックレイン）の形で戦後アメリカ人の価値観を押しつけられて日本人の中から佐藤のような拝金主義の存在が生み出されていった事を語る。
みゆき
演 - 小野みゆき
クラブ・ミヤコのホステス。
フランキー
演 - ルイス・ガスマン
賭けレースの元締め。
バーグ
演 - スティーヴン・ルート
ニューヨーク市警察本部監察官。
クラウン
演 - リチャード・リール
ニューヨーク市警察本部監察官。
吉本
演 - 國村隼
佐藤の子分。会談場所に現れたニックを始末する為に佐藤の命令で囮となるが、あと一歩のところで松本の手助けが入り、その隙を突かれてニックに射殺される。
菅井の部下
演 - プロフェッサー・タナカ、安岡力也、島木譲二
大橋の部下
演 - 佐々五郎、伊吹太郎、阿波地大輔
カラオケ客
演 - キーオン・ヤング
護衛する警察官
演 - ジム・イシダ
組長
演 - 林彰太郎
手打ちの場のヤクザの組長。
組長
演 - 小幡利城
指詰めの刀を持ってくる組長。
うどん屋の女性
演 - 津島道子
ニックにうどんの食べ方を教える。
ペギー
演 - リンダ・ギレン
ニックの元妻。
松本の息子
演 - ケン・ケンセイ
日本の常識がわかっていないニックに辟易していた。
刺客
演 - アル・レオン（クレジットなし）
農夫に変装した佐藤の刺客。
橋の上のホームレス
演 - 田口哲（クレジットなし）

## 日本語吹替
| 役名                   | 俳優                                                         | 日本語吹替                    | 日本語吹替                          |
| 役名                   | 俳優                                                         | フジテレビ版                  | ソフト版                            |
| ---------------------- | ------------------------------------------------------------ | ----------------------------- | ----------------------------------- |
| ニック・コンクリン     | マイケル・ダグラス                                           | 小川真司                      | 内田直哉                            |
| チャーリー・ビンセント | アンディ・ガルシア                                           | 江原正士                      | 森川智之                            |
| 松本正博警部補         | 高倉健                                                       | 大塚明夫                      | 立木文彦                            |
| ジョイス               | ケイト・キャプショー                                         | 一城みゆ希                    | 深見梨加                            |
| 佐藤浩史               | 松田優作                                                     | 原音流用                      | 髙階俊嗣                            |
| 大橋警視               | 神山繁                                                       | 神山繁                        | 神山繁                              |
| オリヴァー             | ジョン・スペンサー                                           | 小林勝彦                      | 藤本譲                              |
| 片山                   | ガッツ石松                                                   | ガッツ石松                    | 後藤哲夫                            |
| 梨田                   | 内田裕也                                                     | 後藤敦                        | 後藤敦                              |
| 菅井国雄               | 若山富三郎                                                   | 小林勝彦                      | 藤本譲                              |
| フランキー             | ルイス・ガスマン                                             | 立木文彦                      | 後藤哲夫                            |
| ザ・キッド             | ジョン・コステロー                                           |                               | 白熊寛嗣                            |
| バーグ                 | スティーヴン・ルート                                         | 筈見純                        | 小松史法                            |
| クラウン               | リチャード・リール                                           | 緒方賢一                      | 原田晃                              |
| ユーデル               | ブルース・カッツマン                                         | 小島敏彦                      | 千々和竜策                          |
| アボロフィア           | クリム・カセロッタ                                           | 亀井三郎                      | 楠見尚己                            |
| ジョー                 | ジョシップ・エリック                                         | 上田敏也                      |                                     |
| 役不明又はその他       | N/A                                                          | 神谷和夫 松本大 茶風林 大川透 | 加納千秋 浅野真澄 外村晶子 最上嗣生 |
|                        |                                                              |                               |                                     |
| 演出                   |                                                              | 伊達康将                      | 久保宗一郎                          |
| 翻訳                   | 宇津木道子                                                   | 宇津木道子 杉田朋子           |                                     |
| 調整                   | 荒井孝                                                       | 東京テレビセンター            |                                     |
| 効果                   | サウンドボックス                                             |                               |                                     |
| 制作                   | 東北新社                                                     | 東北新社                      |                                     |
| 初回放送               | 1996年3月9日 20:59-23:09 『ゴールデン洋画劇場』 ※正味約105分 |                               |                                     |

## 概要・撮影背景

### 概要
- 日本側のキャスティング担当者とロケーション・アレンジャーのおかげで、外国映画の中でよく見受けられる「おかしな日本像」は多くはない。
- 松田優作は、この映画の撮影の時点ですでに癌に侵されていたが、病をおして撮影に臨んだ（癌の事実を知っていたのは安岡力也のみだった）。しかし、映画公開直後に急死し、この映画がもとで親交を深めたチャーリー役のアンディ・ガルシアはその死を悼んだ。この作品制作中の評判で、松田の次回作にロバート・デ・ニーロ出演、ショーン・コネリー監督作品のオファーが来ていた。
- 題名の『ブラック・レイン（Black Rain）』とは、都市空襲によって生じる煤混じりの雨を指している（作中、菅井が大阪空襲後に降った黒い雨にまつわる因縁をニックに語る）。菅井は戦後政策によってアメリカ人の価値観を黒い雨にして注いで佐藤のような者を大勢産んだとアメリカ人を批判し、「黒い雨」という言葉を象徴的に用いており、同年公開の邦画『黒い雨』とは無関係である。

### 撮影の背景
- ストーリー中盤の製鉄所のシーンで、早朝に製鉄所の制服に身を包んだ作業員達が、大挙して自転車で作業場へと向かう風景が描かれている。中国と混同しているのではないかと言われるこの場面に関して、リドリー・スコットは、バイクを追跡するも道を阻まれ苛立つシーケンスを演出するために意図的に設定した場面であり、決して中国と混同したものではないと語っている[7]。製鉄所などの広大な敷地をもつ作業所内では自転車の利用は珍しくはないが、現実には連絡バスや自動車の利用も多く、出退勤時に自転車であふれかえるような光景は見られない。
- リドリー・スコットは『ブレードランナー』で描かれていたような雑多で猥雑なイメージを日本に求めていたが、実際の日本はかなり清潔な街並みであったために驚いたという。そのためにロケーションはそれらを満たすであろう新宿歌舞伎町を当初予定地に挙げていた。
- 撮影にあたっては、日本側の警察による交通規制の協力がほとんど得られない事情から、ロケ地調整に苦労した。当初の監督の希望ロケーションは東京の新宿歌舞伎町であったが、警察との折衝の結果不可能となり、比較的警察協力の融通が利く大阪、関西方面に変更された。10週間の撮影を計画したものの、各所で期待した協力が得られなかったために5週間で切り上げて帰国した[8]。広島市もロケの候補になっていた。
- 当時の日本にはフィルム・コミッションが存在しなかったため、本作の大阪ロケはアメリカの制作側が日本側の関係者と直接交渉せざるを得ず、トラブルが多発する事態となったことが後に明らかになっている[9][注 1]。その結果、親日家[注 2]のリドリー・スコットが激怒。最終的に「二度とこの地（日本）では映画を撮らない」と激怒するところまで追い込まれた[9]。本作の撮影で発生した多数のトラブルにより、ハリウッドで「日本は規制が多く、映画ロケがまともにできない環境の国である」という悪評が広まった結果、その後28年間の長きにわたり、海外の大作映画（特にハリウッド映画）の大阪ロケは全く実施されなかった[9]。この問題が、後に大阪が日本初のフィルム・コミッションを発足させるきっかけとなった。詳細は「フィルム・コミッション」の記述を参照。
- 上記の理由により、日本ロケで撮影できなかった部分は、アメリカ国内各所でロケを行った。
  - ラストシーンのニックと佐藤の一戦の舞台であるブドウ畑農場は日本国内という設定ではあったが、日本の農地の風景ではない。アメリカの裕福な日本文化マニアの外国人の私有地（サンフランシスコ郊外[注 3]ということが『SmaSTATION6』の松田優作特集で公表された）を借りて撮影された。山林の中に立っている標識の漢字は外国人が適当に書いたもので場所が国外ということを分からせてくれる。なお、ブドウ畑でのニックと佐藤の格闘シーンではニックのアップの場面で緑色ジャケットのスタッフが一瞬映り込んでしまったカットが採用されている。また，ニックと佐藤の決闘シーンでは，最初のカットで，佐藤が空手の左構え（オーソドックススタイル）であるのに，次のカットでは野球等で見られるスイッチングをして、右構え（サウスポー（逆体構え）になっている。
  - このシーンで登場する、佐藤が乗ってきた黒いメルセデス・ベンツ・560SEL（リヤスポイラー・ルーフスポイラー装着）ともう1台のSクラスセダンは、ダミーの「大阪」ナンバーをつけた北米輸出仕様車である[11]。
  - 他にも強制送還されるニックが飛行機から抜け出す空港のシーン、チャーリーが佐藤一味に殺される地下駐車場のシーン、菅井の自宅豪邸、クラブ・ミヤコのシーン、佐藤のアジトシーンは全てアメリカで撮影されている（後者2つについては主要キャスト以外の日本人が英語訛りの日本語を話しているためそれがわかる）。
- ケイト・キャプショーの登場場面のほとんどは米国で、カメラの切り替えでいかにも大阪でロケを行っているように見せている。唯一日本で撮影したシーンが使われているのは、チャーリーが殺された直後、心斎橋の今はなき橋の上でホームレスの男性に「これでパンでも買って」というシーンである（この橋はかつての長堀川域に実在し、1910年に2代目として架橋され、同川が埋め立てられ長堀橋筋となって以降の1964年から1995年まで歩道橋として再利用されていた橋である。現在は心斎橋筋通路に欄干部が再々利用されている） 加えて菅井宅は『ブレードランナー』のデッカード宅と同じロサンゼルスのエニス・ブラウン邸[12]である（特徴的なフランク・ロイド・ライト作のブロック壁で判別可能）。
- 佐藤の愛人をニックと松本が尾行するシーンは神戸で撮影されている。
  - 神戸ナンバーの車だらけの中、佐藤の部下、梨田が乗ったタクシーだけは「なにわ」ナンバーだった。
  - 銀行の支店や駅に「元町」と表示されている（撮影に使われた銀行の出入り口は旧協和銀行元町支店で、統廃合され現存しない）。
  - 明らかに神戸市バスとわかるバスが映っている。
  - 意味不明な街頭演説の音声（「社会党の今村マサコでございます…」と聞き取れる）が流れているが、なぜか英語訛りがある（他にも冒頭の佐藤がヤクザ幹部二人を殺害するシーンでも、ヤクザ幹部のセリフが英語訛りになっている）。
- DVD特典のメイキングによれば、クライマックスシーンは2バージョン撮影されている。1つ目は「ニックが佐藤を殺すバージョン」。しかし「ニックが何かを学んだなら殺さないはず」と考えた監督たちは、「殺さず連行するバージョン」も撮影した。監督の心には「殺せ」という叫びも聞こえたが、殺せば物語は行き詰る上、佐藤は死なせるには魅力的すぎると思え、両方とも撮影して後で決めることにしたという。
  - 警察に連行されるシーンは上映版では杭をカメラフレームに収めたカットから警察署内の扉を開ける場面に切り替わるが、第一試写版では警察署内の廊下を通過して階段を上がり扉を開ける流れが撮影され、終始ふてぶてしい笑顔を浮かべる佐藤が収録されており、一般公開前のプレス用資料には、これらの場面スチルが配布されていた。
- 米国のスタッフを驚かせた逸話として、佐藤がバイクに乗るシーンは全てスタント無しで松田優作本人が演じたことが挙げられる。しかし松田は一連の『遊戯シリーズ』にてスタントを全て本人がこなしており、松田はこれを当然と考えており、自分のやり方が正しかったと後に述懐している[13]。
- 佐藤がバイクに乗るシーンで着用しているゴーグル風のサングラスは、日本側で調達された1987年のジャン＝ポール・ゴルチエ製コレクションである。市販モデルは平面レンズタイプであったが、レンズに映り込む光を複雑にしたいと監督から要請があり、球面レンズに交換された。
- 大阪府警の機動隊員のヘルメットにシールドが付いておらず、ジュラルミンの楯ではなく、狙撃用のライフルを持っていた。
- ラストの空港のシーンで、松本がニックに「お子さんに」と渡す箱の包装は、当時関西圏で中堅の玩具チェーン店「いせや」のものであるので、中身は玩具と想像できる。公開当時、いせや常連客の間で話題になり、問い合わせがよくあったという。ちなみに逆にニックが松本に渡した箱の包装は阪急百貨店のものである（Hankyuの英字ロゴが確認できる）。
- マフィアや日本人の偽札彫金師らのいるバーに登場する松田優作の最初の仕草は、人形浄瑠璃の『義経千本桜』をイメージしたものであるらしい。オリエンタルで怪し気な雰囲気が一瞬で表現できるからとの理由である。
  - 店内でバッグに使われていた楽曲はボビー・ダーリンの「ビヨンド・ザ・シー」である。

### キャスティングについて
- ホテル内でスコット監督と行われた佐藤役のオーディションには、決定した松田優作の他に、萩原健一、根津甚八、小林薫、世良公則、田代まさし、遠藤憲一などが参加していた[14]。
  - このオーディションで松田は、自分で締めていたネクタイを外し、それを手錠に見立てて手首に結び、本番さながらの迫真の演技を披露し、佐藤役を獲得した。松田は当初、一次審査（書類選考）の時点で落とされていたが、日本側のスタッフが松田はそのようなレベルの役者ではないとアメリカ側のスタッフを説得し、実現したものだった。
  - 萩原流行もオーディションを受けたが、意中の役は射止められなかった。その際、松本刑事の部下役で打診されたが丁重に断った。しかし、松本役が高倉健だと後で知って後悔したと日本テレビ『カミングダウト』[注 4]で語っている[15]。
  - 元々は『海と毒薬』をベルリン映画祭で見たプロデューサーが主演の奥田瑛二に佐藤役を打診したが、本作と同時期に公開された『千利休 本覺坊遺文』との撮影スケジュールが合わず断ったため、オーディションが行われた[16]。
  - 木村祐一もオーディションを受けたがすぐに終わり、落選。木村によると島木譲二はパチパチパンチをやって合格したらしい（『ダウンタウンDX』2007年12月13日放送分より）。
  - 先述の木村同様、今田耕司もオーディションに参加しており、当時会社命令で他の吉本芸人ともどもオーディションを受けるも本人は乗り気でなく、オーディション中も自身の質問に対しコメディアンであることを伝えると、外国人スタッフから「コメディアンなら何か面白いことをやってみろ」と要求されるも、外国人に自分のギャグを披露しても伝わるわけがないと思った今田が「いや、ボクは別にいいです」と答えたところ、質問したスタッフが不思議そうな表情を浮かべながら「お前はチャンスがいらないのか?」と云われた。
  - クランクイン前に、マイケル・ダグラスと親交を結んだ坂本龍一に、松本刑事役をやらないかというオファーがあった[17]。坂本は、当時自身のアルバム『ビューティ』の制作に時間を割いていた上、「脚本を読んだら、自分ではなくて、勝新太郎のような渋い俳優がやるべきだと思った」とのこと。坂本の同アルバムの1曲目「Calling From Tokyo」はニックと菅井が「クラブみやこ」で目を合わせるシーンに使用され、サントラにも収録されている（"JAZZ #1"というタイトルの別アレンジとして）。
- マイケル・ダグラスは日本人の殺人鬼を演じないかとジャッキー・チェンに声をかけたが、この映画はアジア人を悪く見せたし、ファンが悪者を演じる僕を見たがるとも思わなかった[18]、と出演を断ったようである。
  - ニック役にリチャード・ギアが候補になっていた。
  - 当初、菅井役は小林桂樹が候補になっていた。
  - この作品のロケを見学していたデコトラの親睦団体である浪花会とロンサムロードのメンバーが、監督から映画出演を依頼された。

### 使用車両について
- 尾行などで乗ったタクシーはすべて「日本タクシー」である。
- スタッフが移動に使った車はほとんどが「さくらタクシー」である（当時珍しかった自動車電話が全車両に配備されていたため）。
- アメリカ映画ユニオンの規定により、俳優1人につきキャンピングカー1台を用意する必要があったため、日本中のレンタル・キャンピングカーが集められ、ロケ現場には全国のナンバーが付いたキャンピングカーが集結した。
- アメリカ映画ユニオンの規定により、あたたかい物が食べられるケータリング車が必要であったが、当時の日本にはあまりそういったものがなかったため、縁日などにある屋台がロケ現場に用意され、スタッフは撮影時間中いつでも、うどん、焼きそば、たこ焼き、飲み物などが用意され、外国人スタッフにはサンドイッチなどが用意された。
- ニックのバイクはハーレーダビッドソン・XLCRとよく間違えられるが、実際はハーレーダビッドソン・スポーツスターにカフェレーサーのカウルを装着してXLCR風にカスタムした車両である[19][20]。ニックにニューヨークで賭けレースを挑む男はスズキ・GSX-F1100（1988年式）[注 5]。佐藤のバイクはスズキ・GSX-R1100（1987-1988年式のいずれか）、佐藤の手下はGSX-R400（1987-1988年式のいずれか）、オフロードバイクのスズキ・RH250、RA125など佐藤側のバイクは全てスズキ製が使用されている。
- スズキのオフロードバイクは本来2ストローク単気筒エンジンであるが、排気音はほとんどの場面で4ストローク多気筒エンジンの音に差し替えられている。
- 佐藤が乗っていたメルセデス・ベンツ560SELには、美術スタッフが独自に製作したと見られる巨大なリヤスポイラーとルーフスポイラーが装着されている[21]。その他、ゴールドの各種エンブレム、Centra Type 31アルミホイール、銀メッキされたフェンダートリム、窓全面に貼られたスモークフィルム、自動車電話用アンテナなど、当時流行したオプション装備を装着している。
- 佐藤のメルセデス・ベンツ560SELは、松本やニックとの銃撃戦の際に日産・グロリアセダン（Y30型後期）の側面に衝突して爆発・炎上するが、実際に爆破された車両は佐藤が乗っていた560SEL（ロングホイールベースモデル）と別の車両であり、純正の前期型アルミホイールを装着したSクラスのショートホイールベースモデルである[22]。

### テレビ放送
- 地上波全国ネット（フジテレビ『ゴールデン洋画劇場』）で初放送された際、吹替版ではなく字幕版で放映された。しかし同じ『ゴールデン洋画劇場』で3回目は吹替版が放送され、以降テレビ東京『木曜洋画劇場』でも吹替版で放送された。出演した日本人キャストの英語台詞部分をキャスト本人が吹き替えるのが通例であるが、日本人キャストで本人が吹き替えたのは大橋役の神山繁（DVD版も担当）と片山役のガッツ石松のみで、松本役は高倉健がギャラとスケジュールの関係から起用が見送られ、日本語の台詞も含め大塚明夫が吹き替えた（DVD版は立木文彦）。一方で吹き替え収録時、故人となっていた若山富三郎は小林勝彦（DVD版は藤本譲）が英語台詞の入る場面（ゴルフ場、菅井の自宅、ニックに散弾銃を渡すシーン）を日本語の台詞も併せて吹替え（吹替台詞も関西弁になっている）、日本語のみの部分は原音で対応した。松田優作は製鉄所内でニックに呼びかけるシーンで英語の台詞を言っているが、その箇所だけカットして対応した。
- 木曜洋画劇場で、製鉄所構内を走るダンプカー[注 6]のアンドンに描かれていた『エンドレスナイト（当時関西テレビで放送されていた関西ローカル番組）』の文字と『フジサンケイグループの目玉マーク』は映像処理されず、そのまま放映された。

### その他
- ポール・バーホーベン、ピーター・ハイアムズ、ジョン・バダムが監督の候補になっていた。
- 主人公がうどんを啜るシーンは、音を立てない食事を旨とする欧米人にカルチャーショックを与え、話題になった。
- 米国内での宣伝素材に使われたタイトルの日本語表記がことごとく「ブラック・ンイレ」になっている[注 7]。
- 松田優作と同じ文学座出身の渡辺徹は『太陽にほえろ!』に出演していた際、松田から演技指導を受けたという。それは、「相手の胸ぐらを掴みながらセリフを言う時、まず相手を睨み深呼吸をいったんしろ、そうするとより怖いセリフになるんだ」というものであった。それを松田自身が実践したのが『ブラック・レイン』で佐藤がレストランに登場するシーンである[23]。
- 大橋警視役の神山繁によると、「セリフが毎日変わった。毎日新しいシナリオを渡された」とのこと[24]。
- 漫画『松田優作物語』では、マイケル・ダグラスが、チャーリーが佐藤に殺されるシーンの撮影で「チャーリー! 逃げろ!」と叫ぶべきところを、「アンディ! 逃げろ!」とアンディ・ガルシアの本名のほうを叫んでNGを出してしまったとある。松田のあまりの気迫に「アンディ・ガルシアが本当に殺される」と錯覚したという。
- 本作のために作曲されたオリジナル・サウンドトラック「Charlie Loses His Head」の冒頭部[25]が、若干編集を加えた上で『スピード』（1994年）の予告編BGMに使用されている。
- マイケル・ダグラスは大阪京橋の野外シーンロケで、日本人のファンが高倉に憧れて接する姿を目撃。その様子をダグラスは「アメリカではブルース・スプリングスティーンの時だけだよ。あんなに尊敬される姿を見られるのは！」と驚いていた[26]。
- 日本での撮影終了後パラマウント映画によるさよならパーティー（打ち上げ）が大阪上本町都ホテルで催された。演者、監督、スタッフ総参加で内田裕也が余興で歌を披露した[27]。
- 日本での国内上映権は公開から35年となる2025年1月31日で権利が切れることから、以降は映画館などでの上映は不可能となる[28][29]。

## ロケ地

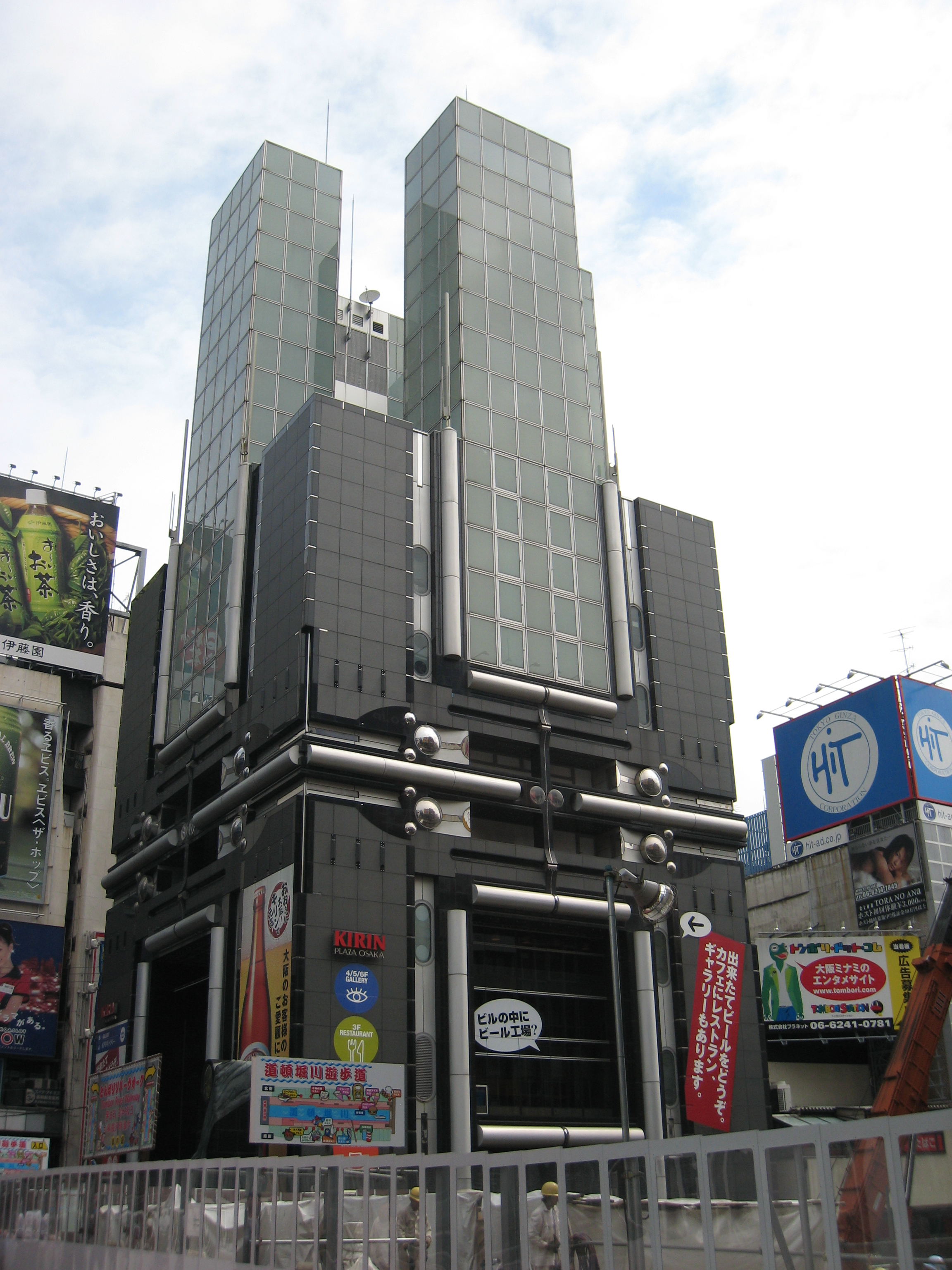
「クラブみやこ」の外観に使用されたKPOキリンプラザ大阪（写真は閉館間際の2007年7月に撮影）

### 大阪市
- 中央区
  - 大阪府庁舎 - 佐藤のアジトにガサ入れに向かうためパトカーが出動する場面でパトカーが出てくるところは南側の夜間通用口。
  - 心斎橋 - 先述のジョイスが心斎橋（当時あった橋の名前）の上でホームレスの男性（田口哲）に「これでパンでも買って」と言うシーンが撮られた場所。（橋の歩道部分の両端に蛍光灯を長くならべ、スモークをたいて撮影した）背後には今はなきソニータワーが写っている。
  - キリンプラザ大阪[30] - 道頓堀 - 菅井が経営する「クラブみやこ」とされる外観を撮影。内部はアメリカで撮影。2007年10月末をもって閉館され、解体。跡地は商業ビルLuz Shinsaibashi（ラズ心斎橋、現住友商事心斎橋ビル）を新たに建設、核テナントとしてスウェーデンのアパレル会社H&Mが入居している。
- 北区
  - 阪急梅田駅ターミナルビル一階旧コンコース - チャーリーのパスポートが入ったコートをバイクの男（梨田）に奪われ追いかけるシーンで登場。現在はリニューアルされて新たに梅田阪急ビルとなり、当時の面影はない。
  - 豊崎 - 菅井が練習していた打ちっぱなしゴルフ場。現存せず。近くに仁丹の看板が映る。
- 淀川区
  - 十三 -  SAKAEMACHI 商店街という、今はなき十三ファンダンゴやがんこ寿司の発祥の地が使われた。ニックとチャーリーが暴走族に絡まれるシーンが撮られた場所。ネオンサインが光っているのに二人以外歩いている人間は居なかった。
- 福島区
  - 大阪市中央卸売市場 - ニックと松本が佐藤の愛人を尾行・張り込みを行ったシーンで登場。
- 城東区
  - 京橋 - 佐藤らが居た事務所（パチンコ店の上階）を強制捜索するシーン。画面奥に大阪環状線が走っている。パチンコ店（京一会館）に警官隊が踏み込むところまでが実際にロケが行なわれた京橋での撮影。尚、京一会館はこの日の撮影の為、臨時休業した。事務所に突入、そして家宅捜索中のシーンはアメリカで撮影。
- 阿倍野区
  - 阿倍野警察署（建て替え前の旧庁舎） - 高倉健演じる松本刑事が所属する大阪府警刑事部内や刑事部長室でのシーンが撮影された。
  - あべの筋 - 警察車両が赤色灯を点けて走行しているシーンや歩道のおでん屋台でのニックとチャーリーの会話シーン。道路に阪堺電車の軌道がある。
- 西成区・大正区・住之江区
  - 千本松大橋、中山製鋼所付近の木津川上空
  - 南港ポートタウン - 松本刑事の自宅。ニックが訪問する。
- 阪神高速道路 - ニックと松本が佐藤の愛人を車で尾行。

### 堺市
- 堺区
  - 新日本製鐵堺製鐵所 - 佐藤の子分が乗ったタクシーを追うシーンと、中の事務所で佐藤と菅井らの密談シーンや銃撃シーンで撮影。

### 神戸市
- 中央区
  - 元町 - 先述の尾行シーンが撮られた場所。

## 評価
レビュー・アグリゲーターのRotten Tomatoesでは23件のレビューで支持率は52%、平均点は5.30/10となった。Metacriticでは18件のレビューを基に加重平均値が56/100となった。

## 関連文献
- アメリカ映画Black Rainと日本映画『黒い雨』 との比較研究論文として、Yoko Ima-Izumi（今泉容子）著 "Nuclear Bomb Films in Japan and America: Two Black Rain Films" 『英米文学・英米文化試論：太平洋横断アメリカン・スタディーズの視座から』　成田興史編、晃学出版、2007年、ISBN 9784903742021がある。